# Liste der Baudenkmäler im Stadtbezirk Bielefeld-Gadderbaum
Die Liste der Baudenkmäler im Stadtbezirk Bielefeld-Gadderbaum enthält die denkmalgeschützten Bauwerke auf dem Gebiet des Stadtbezirks Bielefeld-Gadderbaum in Nordrhein-Westfalen. Diese Baudenkmäler sind in der Denkmalliste der Stadt Bielefeld eingetragen; Grundlage für die Aufnahme ist das Denkmalschutzgesetz Nordrhein-Westfalen (DSchG NRW).

Eine Übersicht über alle Baudenkmäler in Bielefeld findet sich unter der Liste der Baudenkmäler in Bielefeld.
| Bild                                   | Bezeichnung                                                             | Lage                                            | Beschreibung | Bauzeit                            | Eingetragen seit | Denkmal- nummer |
| -------------------------------------- | ----------------------------------------------------------------------- | ----------------------------------------------- | --- | ---------------------------------- | ---------------- | --------------- |
| Grabstätte Upmann                      | Grabstätte Upmann                                                       | Bezirk Gadderbaum Am Botanischen Garten Karte   | |                                    |                  | 504             |
| Grabmonumente Familie Rempel           | Grabmonumente Familie Rempel                                            | Bezirk Gadderbaum Am Botanischen Garten Karte   | |                                    |                  | 505             |
| Grabmonument Hinzpeter                 | Grabmonument Hinzpeter                                                  | Bezirk Gadderbaum Am Botanischen Garten Karte   | Grabmonument für Georg Ernst Hinzpeter. Sarkophap aus weißem Marmor mit filigraner Büste des verstorbenen und Stifterinschrift, eingestellt in eine Ädiqula aus hellem Sandstein. | nach 1907                          |                  | 506             |
| Grabmonument Meissner-Scharrnbeck      | Grabmonument Meissner-Scharrnbeck                                       | Bezirk Gadderbaum Am Botanischen Garten Karte   | |                                    |                  | 507             |
| Grabmonument Leopold Kranefuß          | Grabmonument Leopold Kranefuß                                           | Bezirk Gadderbaum Am Botanischen Garten Karte   | |                                    |                  | 508             |
| Grabmonument Pastor Vörster            | Grabmonument Pastor Vörster                                             | Bezirk Gadderbaum Am Botanischen Garten Karte   | |                                    |                  | 509             |
| Grabmal Familie Krönig                 | Grabmal Familie Krönig                                                  | Bezirk Gadderbaum Am Botanischen Garten Karte   | |                                    |                  | 510             |
| Grabmonument Familie Landwehr          | Grabmonument Familie Landwehr                                           | Bezirk Gadderbaum Am Botanischen Garten Karte   | |                                    |                  | 511             |
| Grabmonument Otto Nitzsch              | Grabmonument Otto Nitzsch                                               | Bezirk Gadderbaum Am Botanischen Garten Karte   | |                                    |                  | 512             |
| Villa                                  | Villa                                                                   | Bezirk Gadderbaum Am Wellenkotten 1 Karte       | |                                    |                  | 333             |
| Villengebäude                          | Villengebäude                                                           | Bezirk Gadderbaum Am Wellenkotten 5 Karte       | |                                    |                  | 312             |
| Villa                                  | Villa                                                                   | Bezirk Gadderbaum Am Wellenkotten 7 Karte       | Zweigeschossige freistehende Villa mit Walmdach, stilistisch zwischen Reformarchitektur und Neoklassizismus stehend, symmetrische Anlage in Details unter funktionalen Gesichtspunkten variiert, Zaunanlage mit konkav einschwingendem Tor, Autogarage vermutlich vor 1939.                                                | um 1914?                           |                  | 334             |
| Wohnhaus                               | Wohnhaus                                                                | Bezirk Gadderbaum Am Wellenkotten 8 Karte       | Eingeschossiges Landhaus bestehend aus mehreren malerisch komponierten Baukörpern im Heimatstil, überwiegend in ortstypischer Fachwerkbauweise mit Holzgiebeln und Hohlziegeldeckung, belebt durch spannungsvoll variierte Vor- und Aufbauten wie Wintergarten, Veranda, Erker, Balkon und Schornstein im englischen Stil. | um 1910                            |                  | 335             |
| weitere Bilder                         | Zionskirche                                                             | Bezirk Gadderbaum Am Zionswald Karte            | | 1883/1884                          |                  | 50              |
| ehemalige Spinnerei Vorwärts           | ehemalige Spinnerei Vorwärts                                            | Bezirk Gadderbaum Artur-Ladebeck-Str. 100 Karte | | 1851–1853                          |                  | 51              |
| Altes Sanatorium Bielefeld             | Altes Sanatorium Bielefeld                                              | Bezirk Gadderbaum Bodelschwinghstr. 85 Karte    | |                                    |                  | 11 Wikidata     |
| BW                                     | Arbeiterwohnhaus                                                        | Bezirk Gadderbaum Bohnenbachweg 2 Karte         | |                                    |                  | 273             |
| weitere Bilder                         | Bauernhausmuseum a) Haupthaus b) Speicher c) Bockwindmühle d) Bokemühle | Bezirk Gadderbaum Dornberger Str. 82 Karte      | | a) 1550 b) 1795 c) 18. Jh. d) 1826 |                  | 120             |
| Wohnhaus                               | Wohnhaus                                                                | Bezirk Gadderbaum Freiligrathstr. 9 Karte       | | 1912                               |                  | 336             |
| Wohnhaus                               | Wohnhaus                                                                | Bezirk Gadderbaum Freiligrathstr. 9a Karte      | | 1912                               |                  | 337             |
| BW                                     | Wohnhaus                                                                | Bezirk Gadderbaum Freiligrathstraße 10 Karte    | |                                    |                  | 548             |
| BW                                     | Wohnhaus; Typ Villa                                                     | Bezirk Gadderbaum Freiligrathstraße 11 Karte    | |                                    |                  | 547             |
| Fabrikantenwohnhaus                    | Fabrikantenwohnhaus                                                     | Bezirk Gadderbaum Goethestr. 21 Karte           | |                                    |                  | 518             |
| BW                                     | Villa                                                                   | Bezirk Gadderbaum Goethestr. 12 Karte           | |                                    |                  | 332             |
| Wohnhaus                               | Wohnhaus                                                                | Bezirk Gadderbaum Goethestr. 14 Karte           | |                                    |                  | 339             |
| BW                                     | Villa                                                                   | Bezirk Gadderbaum Goethestr. 18 Karte           | |                                    |                  | 368             |
| BW                                     | Vierständerfachwerkkotten                                               | Bezirk Gadderbaum Haller Weg 94b Karte          | |                                    |                  | 513             |
| BW                                     | Wohnhaus                                                                | Bezirk Gadderbaum Im Buchenwalde 1 Karte        | |                                    |                  | 340             |
| weitere Bilder                         | Johannisfriedhof                                                        | Bezirk Gadderbaum Johannisfriedhof Karte        | | 1874, Erweiterung 1894             |                  | 121             |
| Jüdischer Friedhof (Bielefeld)         | Jüdischer Friedhof (Bielefeld)                                          | Bezirk Gadderbaum Jüdischer Friedhof Karte      | | 1891                               |                  | 121             |
| Pförtnerhaus Bethel                    | Pförtnerhaus Bethel                                                     | Bezirk Gadderbaum Kantensiek 2 Karte            | | 1909                               |                  | 46              |
| Anstaltshaus Alt Ebenezer              | Anstaltshaus Alt Ebenezer                                               | Bezirk Gadderbaum Kantensiek 9 Karte            | |                                    |                  | 45              |
| BW                                     | ehemaliger Festsaal und Weinhaus                                        | Bezirk Gadderbaum Kaselowskystr. 4 Karte        | | etwa 1857–1860                     |                  | 192             |
| Postamt Bethel; Fassade und Dachkörper | Postamt Bethel; Fassade und Dachkörper                                  | Bezirk Gadderbaum Königsweg 14 Karte            | |                                    |                  | 441             |
| Wohnhaus                               | Wohnhaus                                                                | Bezirk Gadderbaum Langenhagen 30 Karte          | |                                    |                  | 343             |
| Wohnhaus                               | Wohnhaus                                                                | Bezirk Gadderbaum Langenhagen 31 Karte          | |                                    |                  | 344             |
| Wohnhaus                               | Wohnhaus                                                                | Bezirk Gadderbaum Langenhagen 65 Karte          | |                                    |                  | 356             |
| Wohnhaus                               | Wohnhaus                                                                | Bezirk Gadderbaum Langenhagen 67 Karte          | | Anbau 1936                         |                  | 319             |
| 2 Kugelgasbehälter                     | 2 Kugelgasbehälter                                                      | Bezirk Gadderbaum Quellenhofweg 160 Karte       | | Behälter 1 1932, Behälter 2 1962   |                  | 208             |
| Mehrfamilienhaus                       | Mehrfamilienhaus                                                        | Bezirk Gadderbaum Uhlandstr. 7 Karte            | |                                    |                  | 359             |
| Mehrfamilienhaus                       | Mehrfamilienhaus                                                        | Bezirk Gadderbaum Uhlandstr. 9 Karte            | |                                    |                  | 360             |
| Mehrfamilienwohnhaus                   | Mehrfamilienwohnhaus                                                    | Bezirk Gadderbaum Uhlandstr. 11 Karte           | |                                    |                  | 361             |
| Mehrfamilienhaus                       | Mehrfamilienhaus                                                        | Bezirk Gadderbaum Uhlandstr. 12 Karte           | |                                    |                  | 362             |
| Mehrfamilienhaus                       | Mehrfamilienhaus                                                        | Bezirk Gadderbaum Uhlandstr. 13 Karte           | |                                    |                  | 358             |
| Mehrfamilienhaus                       | Mehrfamilienhaus                                                        | Bezirk Gadderbaum Uhlandstr. 14 Karte           | |                                    |                  | 367             |
| Mehrfamilienwohnhaus                   | Mehrfamilienwohnhaus                                                    | Bezirk Gadderbaum Uhlandstr. 15 Karte           | |                                    |                  | 363             |
| Mehrfamilienwohnhaus                   | Mehrfamilienwohnhaus                                                    | Bezirk Gadderbaum Uhlandstr. 16 Karte           | |                                    |                  | 366             |
| Mehrfamilienwohnhaus                   | Mehrfamilienwohnhaus                                                    | Bezirk Gadderbaum Uhlandstr. 17 Karte           | |                                    |                  | 364             |
| Wohnhaus                               | Wohnhaus                                                                | Bezirk Gadderbaum Uhlandstr. 18 Karte           | |                                    |                  | 365             |
| Wohnhaus                               | Wohnhaus                                                                | Bezirk Gadderbaum Uhlandstr. 19 Karte           | |                                    |                  | 342             |
| Wohnhaus                               | Wohnhaus                                                                | Bezirk Gadderbaum Uhlandstr. 25 Karte           | |                                    |                  | 345             |
| Wohnhaus                               | Wohnhaus                                                                | Bezirk Gadderbaum Uhlandstr. 33 Karte           | | ca. 1900                           |                  | 341             |

- Karte mit allen Koordinaten:
- OSM |
- WikiMap